# Qui a tué Alice ?

Qui a tué Alice ? ou   Le pouvoir d'Alice au Québec (After Alice) est un téléfilm américain réalisé par Paul Marcus, diffusé en 2000.

## Synopsis
Dix ans après le meurtre d'Alice, dont le corps a été retrouvé dans une maison isolée, le tueur fait toujours parler de lui. La vérité va être découverte grâce aux mystérieux dons de visions du détective Mickey Hayden.

## Fiche technique
- Titre original : After Alice
- Titre DVD : L'Œil du tueur
- Réalisation : Paul Marcus
- Scénario : Jeff Miller
- Pays : États-Unis
- Durée : 100 min

## Distribution
- Kiefer Sutherland : Mickey Hayden
- Henry Czerny : Harvey
- Polly Walker : Docteur Vera Swann
- Gary Hudson : John Hatter
- Ronn Sarosiak : Ray Coombs
- Stephen Ouimette : Gideon Wood
- Eve Crawford : Margaret Ellison
- Denis Akiyama (en) : Owen Gackstetter
- Ardon Bess : Lenny
- A. Frank Ruffo : Alvin
- Loren Petersen : Alice Ellen Lurie
- Alexander Chapman : Claudette
- Martha Gibson : Mrs. Lurie
- Colin Glazer : Tom Ellison
- Susan Kottman : Mrs. Ramsey